# Geroncjusz
Geroncjusz – imię męskie pochodzenia łacińskiego, o etymologii niepewnej, być może wywodzące się od greckiego słowa γερων (geron) – "stary człowiek". Wśród patronow tego imienia — św. Geroncjusz, żyjący w VI wieku.
Geroncjusz imieniny obchodzi 19 stycznia, 5 maja i 9 maja.
Zob. też:
- Geroncjusz z Cervi
- Saint-Girons (Ariège)
- Saint-Girons (Pyrénées-Atlantiques)